# Pardo (etnia)
Il termine pardo, di origine latina (portoghese e spagnola), incominciò a esser riferito per indicare una persona o un insieme di persone che sono il risultato del mescolamento tra gli schiavi di origine africana con persone indigene ed europee. Nel XVII secolo si utilizzava per descrivere il tipo di carnagione scura. Nelle colonie ispaniche erano tenuti in bassa considerazione oltreché per razzismo anche per classismo. 

## Pardo in Brasile

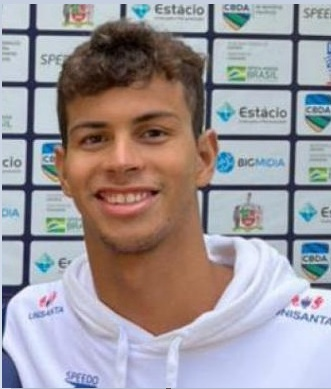
Guilherme Costa.

La parola in portoghese significa "marrone" o "grigio-marrone", però tende a designare anche una persona “multirazziale” o meticcia. In Brasile pardo è una categoria di classificazione del censo utilizzata dell'Istituto brasiliano di geografia e statistica (IBGE). Le altre categorie sono branco ("bianco"), negro ("nero"), amarelo ("giallo") e indígena ("amerindio").